# Challenger de Bath
EL AEGON GB Pro–Series Bath es un torneo profesional de tenis. Pertenece al ATP Challenger Series. Se juega desde el año 2011 sobre pistas duras, en Bath, Reino Unido.

## Palmarés

### Individuales
| Año  | Campeón         | Finalista    | Resultado   |
| ---- | --------------- | ------------ | ----------- |
| 2012 | Dustin Brown    | Jan Mertl    | 7–6(1), 6–4 |
| 2011 | Dmitry Tursunov | Andreas Beck | 6–4, 6–4    |

### Dobles
| Año  | Campeones                     | Finalistas                | Resultado |
| ---- | ----------------------------- | ------------------------- | --------- |
| 2012 | Martin Fischer Philipp Oswald | Jamie Delgado Ken Skupski | 6–4, 6–4  |
| 2011 | Jamie Delgado Jonathan Marray | Yves Allegro Andreas Beck | 6–3, 6–4  |